# Festival de la Canción de Eurovisión 1975
El XX Festival de la Canción de Eurovisión tuvo lugar el 22 de marzo de 1975 en Estocolmo. La presentadora fue Karin Falck, y la victoria final estuvo en las manos del grupo neerlandés Teach-In con el tema "Ding-a-dong" siendo la primera vez que gana el país que actúa en primer lugar.
Este fue el año en el que se estrenó el sistema de votación actual, según el cual cada país daba 12 puntos a su canción favorita, 10 a la segunda, 8 a la tercera y de 7 a 1 a las siguientes hasta la décima.

## Países participantes

### Canciones y selección
| País y TV               | Título original de la canción     | Artista             | Proceso y fecha de selección            |
| País y TV               | Traducción al español             | Idiomas             | Proceso y fecha de selección            |
| ----------------------- | --------------------------------- | ------------------- | --------------------------------------- |
| Alemania Occidental ARD | Ein Lied kann eine Brücke sein    | Joy Fleming         | Ein lied für Stockholm 1975, 03-02-1975 |
| Alemania Occidental ARD | Una canción puede ser un puente   | Alemán e Inglés     | Ein lied für Stockholm 1975, 03-02-1975 |
| Bélgica BRT             | Gelukkig zijn                     | Ann Christy         | Eurosong 1975, 01-03-1975               |
| Bélgica BRT             | Ser feliz                         | Neerlandés e Inglés | Eurosong 1975, 01-03-1975               |
| España TVE              | Tú volverás                       | Sergio y Estíbaliz  | Elección Interna                        |
| España TVE              | -                                 | Español             | Elección Interna                        |
| Finlandia YLE           | Old Man Fiddle                    | Pihasoittajat       | Euroviisut 1975, 08-02-1975             |
| Finlandia YLE           | Viejo violinista                  | Inglés              | Euroviisut 1975, 08-02-1975             |
| Francia FT2             | Et bonjour à toi l'artiste        | Nicole Rieu         | Final Nacional 1975                     |
| Francia FT2             | Y que tengas un buen día, artista | Francés             | Final Nacional 1975                     |
| Irlanda RTÉ             | That's What Friends Are For       | The Swarbriggs      | Final Nacional, 09-02-1975              |
| Irlanda RTÉ             | Para eso están los amigos         | Inglés              | Final Nacional, 09-02-1975              |
| Israel IBA              | At Va'Ani                         | Shlomo Artzi        | Elección Interna                        |
| Israel IBA              | Tú y yo                           | Hebreo              | Elección Interna                        |
| Italia RAI              | Era                               | Wess & Dori Ghezzi  | Elección Interna                        |
| Italia RAI              | -                                 | Italiano            | Elección Interna                        |
| Luxemburgo CLT          | Toi                               | Geraldine           | Elección Interna                        |
| Luxemburgo CLT          | Tú                                | Francés             | Elección Interna                        |
| Malta MTPBS             | Singing This Song                 | Renato              | Final Nacional, 05-02-1975              |
| Malta MTPBS             | Cantando esta canción             | Inglés              | Final Nacional, 05-02-1975              |
| Mónaco TMC              | Une chanson c'est une lettre      | Sophie              | Elección Interna                        |
| Mónaco TMC              | Una canción es una carta          | Francés             | Elección Interna                        |
| Noruega NRK             | Touch My Life (With Summer)       | Ellen Nikolaysen    | Melodi Grand Prix 1975, 25-01-1975      |
| Noruega NRK             | Toca mi vida (con verano)         | Inglés              | Melodi Grand Prix 1975, 25-01-1975      |
| Países Bajos NOS        | Ding-a-dong                       | Teach-In            | Nationaal Songfestival 1975, 26-02-1975 |
| Países Bajos NOS        | -                                 | Inglés              | Nationaal Songfestival 1975, 26-02-1975 |
| Portugal RTP            | Madrugada                         | Duarte Mendes       | Festival da Canção 1975, 15-02-1975     |
| Portugal RTP            | -                                 | Portugués           | Festival da Canção 1975, 15-02-1975     |
| Reino Unido BBC         | Let Me Be the One                 | The Shadows         | A Song for Europe, 15-02-1975           |
| Reino Unido BBC         | Déjame ser el único               | Inglés              | A Song for Europe, 15-02-1975           |
| Suecia SR               | Jennie, Jennie                    | Lasse Berghagen     | Melodifestivalen 1975, 15-02-1975       |
| Suecia SR               | -                                 | Inglés              | Melodifestivalen 1975, 15-02-1975       |
| Suiza SSR SRG           | Mikado                            | Simone Drexel       | Final Nacional, 21-02-1975              |
| Suiza SSR SRG           | -                                 | Alemán              | Final Nacional, 21-02-1975              |
| Turquía TRT             | Seninle Bir Dakika                | Semiha Yankı        | Final Nacional, 09-02-1975              |
| Turquía TRT             | Un minuto contigo                 | Turco               | Final Nacional, 09-02-1975              |
| Yugoslavia JRT          | Dan ljubezni                      | Pepel In Kri        | Pjesma Eurovizije 1975, 15-02-1975      |
| Yugoslavia JRT          | Día de amor                       | Esloveno            | Pjesma Eurovizije 1975, 15-02-1975      |

## Resultados
El primero en votar fue Países Bajos, que le dio los 12 puntos a Luxemburgo, que se posicionó primero al principio del todo. Reino Unido le arrebató el puesto a Luxemburgo, aunque los ingleses estaban bastante cerca de su inmediato seguidor: Holanda. Países Bajos a mitad de votación alcanzó a Reino Unido, y estuvieron luchando, hasta que Países Bajos le sacó una buena ventaja a Reino Unido. En el último voto, el italiano ya se sabía matemáticamente de la victoria neerlandesa.
| #  | País                | Intérprete(s)      | Canción                          | Lugar | Puntos |
| -- | ------------------- | ------------------ | -------------------------------- | ----- | ------ |
| 01 | Países Bajos        | Teach-In           | «Ding-a-dong»                    | 1     | 152    |
| 02 | Irlanda             | The Swarbriggs     | «That's what friends are for»    | 9     | 68     |
| 03 | Francia             | Nicole Rieu        | «Et bonjour à toi l'artiste»     | 4     | 91     |
| 04 | Alemania Occidental | Joy Fleming        | «Ein Lied kann eine Brücke sein» | 17    | 15     |
| 05 | Luxemburgo          | Géraldine          | «Toi»                            | 5     | 84     |
| 06 | Noruega             | Ellen Nikolaysen   | «Touch my life (with summer)»    | 18    | 11     |
| 07 | Suiza               | Simone Drexel      | «Mikado»                         | 6     | 77     |
| 08 | Yugoslavia          | Pepel In Kri       | «Dan ljubezni»                   | 14    | 22     |
| 09 | Reino Unido         | The Shadows        | «Let me be the one»              | 2     | 138    |
| 10 | Malta               | Renato             | «Singing this song»              | 12    | 32     |
| 11 | Bélgica             | Ann Christy        | «Gelukkig zijn»                  | 15    | 17     |
| 12 | Israel              | Shlomo Artzi       | «At va'ani»                      | 11    | 40     |
| 13 | Turquía             | Semiha Yankı       | «Seninle bir dakika»             | 19    | 3      |
| 14 | Mónaco              | Sophie             | «Une chanson c'est une lettre»   | 13    | 22     |
| 15 | Finlandia           | Pihasoittajat      | «Old-man fiddle»                 | 7     | 74     |
| 16 | Portugal            | Duarte Mendes      | «Madrugada»                      | 16    | 16     |
| 17 | España              | Sergio y Estíbaliz | «Tú volverás»                    | 10    | 53     |
| 18 | Suecia              | Lars Berghagen     | «Jennie, Jennie»                 | 8     | 72     |
| 19 | Italia              | Wess & Dori Ghezzi | «Era»                            | 3     | 115    |

## Votaciones

### Tabla de votos
|                                      |                     | Resultados         |                                |                       |                    |                  |                       |                         |                  |                    |                   |                    |                   |                      |                     |                   |                   |                   |    |    |
| Bandera de los Países Bajos          | Bandera de Irlanda  | Bandera de Francia | Bandera de Alemania Occidental | Bandera de Luxemburgo | Bandera de Noruega | Bandera de Suiza | Bandera de Yugoslavia | Bandera del Reino Unido | Bandera de Malta | Bandera de Bélgica | Bandera de Israel | Bandera de Turquía | Bandera de Mónaco | Bandera de Finlandia | Bandera de Portugal | Bandera de España | Bandera de Suecia | Bandera de Italia |    |    |
| Participantes                        | Países Bajos        |                    | 8                              | 5                     | 8                  | 10               | 12                    | 6                       | 8                | 12                 | 12                | 3                  | 12                | 4                    | 10                  | 10                | 7                 | 12                | 12 | 1  |
| Participantes                        | Irlanda             | 6                  |                                | 6                     | 0                  | 0                | 4                     | 7                       | 1                | 6                  | 4                 | 12                 | 0                 | 0                    | 0                   | 1                 | 4                 | 3                 | 10 | 4  |
| Participantes                        | Francia             | 8                  | 12                             |                       | 0                  | 0                | 0                     | 3                       | 0                | 8                  | 7                 | 2                  | 7                 | 1                    | 7                   | 0                 | 12                | 8                 | 8  | 8  |
| Participantes                        | Alemania occidental | 0                  | 0                              | 0                     |                    | 8                | 0                     | 0                       | 0                | 0                  | 3                 | 0                  | 0                 | 0                    | 0                   | 0                 | 0                 | 4                 | 0  | 0  |
| Participantes                        | Luxemburgo          | 12                 | 10                             | 3                     | 0                  |                  | 0                     | 0                       | 7                | 3                  | 5                 | 0                  | 6                 | 5                    | 0                   | 5                 | 8                 | 6                 | 4  | 10 |
| Participantes                        | Noruega             | 2                  | 0                              | 0                     | 0                  | 0                |                       | 0                       | 0                | 0                  | 0                 | 0                  | 0                 | 0                    | 2                   | 0                 | 0                 | 0                 | 0  | 7  |
| Participantes                        | Suiza               | 7                  | 2                              | 10                    | 6                  | 2                | 1                     |                         | 0                | 5                  | 6                 | 8                  | 0                 | 7                    | 5                   | 4                 | 2                 | 0                 | 0  | 12 |
| Participantes                        | Yugoslavia          | 3                  | 4                              | 0                     | 2                  | 0                | 0                     | 0                       |                  | 0                  | 0                 | 5                  | 0                 | 0                    | 0                   | 0                 | 1                 | 0                 | 7  | 0  |
| Participantes                        | Reino Unido         | 4                  | 3                              | 12                    | 10                 | 12               | 7                     | 8                       | 12               |                    | 8                 | 10                 | 10                | 0                    | 12                  | 7                 | 5                 | 10                | 5  | 3  |
| Participantes                        | Malta               | 1                  | 0                              | 8                     | 0                  | 5                | 2                     | 4                       | 2                | 0                  |                   | 7                  | 1                 | 2                    | 0                   | 0                 | 0                 | 0                 | 0  | 0  |
| Participantes                        | Bélgica             | 5                  | 0                              | 0                     | 7                  | 0                | 0                     | 0                       | 3                | 0                  | 0                 |                    | 0                 | 0                    | 0                   | 0                 | 0                 | 0                 | 2  | 0  |
| Participantes                        | Israel              | 10                 | 1                              | 1                     | 1                  | 1                | 5                     | 2                       | 0                | 1                  | 0                 | 1                  |                   | 6                    | 0                   | 3                 | 0                 | 0                 | 6  | 2  |
| Participantes                        | Turquía             | 0                  | 0                              | 0                     | 0                  | 0                | 0                     | 0                       | 0                | 0                  | 0                 | 0                  | 0                 |                      | 3                   | 0                 | 0                 | 0                 | 0  | 0  |
| Participantes                        | Mónaco              | 0                  | 0                              | 0                     | 3                  | 4                | 0                     | 0                       | 0                | 2                  | 1                 | 0                  | 2                 | 0                    |                     | 2                 | 3                 | 0                 | 0  | 5  |
| Participantes                        | Finlandia           | 0                  | 5                              | 0                     | 12                 | 6                | 10                    | 12                      | 5                | 4                  | 0                 | 0                  | 8                 | 0                    | 8                   |                   | 0                 | 1                 | 3  | 0  |
| Participantes                        | Portugal            | 0                  | 0                              | 2                     | 0                  | 0                | 0                     | 0                       | 0                | 0                  | 0                 | 0                  | 0                 | 12                   | 0                   | 0                 |                   | 2                 | 0  | 0  |
| Participantes                        | España              | 0                  | 7                              | 0                     | 5                  | 0                | 3                     | 5                       | 4                | 0                  | 0                 | 4                  | 4                 | 3                    | 4                   | 8                 | 0                 |                   | 0  | 6  |
| Participantes                        | Suecia              | 0                  | 0                              | 7                     | 0                  | 7                | 8                     | 1                       | 6                | 7                  | 2                 | 0                  | 3                 | 8                    | 6                   | 6                 | 6                 | 5                 |    | 0  |
| Participantes                        | Italia              | 0                  | 6                              | 4                     | 4                  | 3                | 6                     | 10                      | 10               | 10                 | 10                | 6                  | 5                 | 10                   | 1                   | 12                | 10                | 7                 | 1  |    |
| LA TABLA ESTÁ ORDENADA POR APARICIÓN |                     |                    |                                |                       |                    |                  |                       |                         |                  |                    |                   |                    |                   |                      |                     |                   |                   |                   |    |    |

### Máximas puntuaciones
Tras la votación los países que recibieron 12 puntos (máxima puntuación que podía otorgar el jurado) fueron:
| N.º | A            | De                                                  |
| --- | ------------ | --------------------------------------------------- |
| 6   | Países Bajos | Noruega, Reino Unido, Malta, Israel, España, Suecia |
| 4   | Reino Unido  | Francia, Luxemburgo, Yugoslavia, Mónaco             |
| 2   | Finlandia    | Alemania Occidental, Suiza                          |
| 2   | Francia      | Irlanda, Portugal                                   |
| 1   | Irlanda      | Bélgica                                             |
| 1   | Italia       | Finlandia                                           |
| 1   | Luxemburgo   | Países Bajos                                        |
| 1   | Portugal     | Turquía                                             |
| 1   | Suiza        | Italia                                              |

### Jurado español
El jurado español estaba presentado por José María Íñigo y compuesto por el jefe de retransmisiones de TVE y presidente Alfonso Lapeña, el médico Ángel Díez, el actor José Luis López Vázquez, la directora del Banco de la Mujer Piedad García de la Rasilla, la coreógrafa y profesora de danza Ana Lázaro, el estudiante Vicente López, la enfermera Esperanza Manzanares, el estudiante Gerardo Prieto, el atleta Fernando Cerrada, la actriz Carmen de la Maza y la psicóloga María Ángeles de los Reyes.

## Controversias
Los técnicos de la televisión sueca se rehusaron a emitir el festival vía satélite a Chile, donde TVN (miembro asociado de la UER) tenía planes para transmitirlo, con los comentarios a cargo de Patricio Bañados. El rechazo de los trabajadores suecos, junto con el de la Unión de Músicos Suecos, fue en protesta contra la dictadura militar que regía al país sudamericano desde el golpe de Estado del 11 de septiembre de 1973 encabezado por Augusto Pinochet.